# Aries Merritt
Aries Merritt, född 24 juli 1985 i Chicago är en amerikansk friidrottare som tävlar i häcklöpning (110 meter). Han innehar världsrekordet på sträckan, satt 2012, och han blev tidigare samma år olympisk mästare.

## OS
Vid Olympiska spelen 2012 i London vann Merritt guld på sträckan. Han hade då sprungit på 12,94 sekunder i semifinalen och 12,92 i finalen. 

## Världsrekord
7 september 2012 tävlade Merritt på Memorial Van Damme i Bryssel, årets sista Diamond League-tävling. Han vann häckloppet på en tid av 12,80 sekunder, vilket var nytt världsrekord och sju hundradelar snabbare än Dayron Robles då gällade världsrekord. Merritts lopp innebar den största rekordsänkningen på sträckan sedan 1981.